# Bundesautobahn 115
L'autostrada tedesca A 115 congiunge il raccordo anulare esterno berlinese con l'anello interno.
Ingloba l'AVUS, la prima autostrada costruita in Germania.

## Percorso
| A 115 |           |                          |      |                |                |
| Tipo  | n° uscita | Indicazione              | km   | Corrispondenze | Strada europea |
|       | 9         | Autobahndreieck Nuthetal | 0,0  |                |                |
|       | 8         | Saarmund                 | 4,2  |                |                |
|       | 7         | Potsdam-Drewitz          | 7,5  |                |                |
|       | 6         | Potsdam-Babelsberg       | 9,9  |                |                |
|       | 5         | Kleinmachnow             | 14,5 |                |                |
|       | 4         | Kreuz Zehlendorf         | 16,8 |                |                |
|       | 3         | Spanische Allee          | 18,3 |                |                |
|       | 2         | Hüttenweg                | 23,3 |                |                |
|       | 1         | Autobahnkreuz Funkturm   | 28,1 |                |                |